# 2-氨基-3,4,5-三甲氧基苯甲酸甲酯
2-氨基-3,4,5-三甲氧基苯甲酸甲酯是一种含氮有机化合物，化学式C11H15NO5，是一种潜在的內分泌干擾物。
它和氯化氢、苯乙腈在二氧六环中反应，可以得到6,7,8-三甲氧基-2-苄基-4(3H)-喹唑啉酮。